# Tirepied
Tirepied és un municipi francès situat al departament de la Manche i a la regió de Normandia. L'any 2007 tenia 754 habitants.

## Demografia

### Població
El 2007 la població de fet de Tirepied era de 754 persones. Hi havia 284 famílies de les quals 68 eren unipersonals (44 homes vivint sols i 24 dones vivint soles), 104 parelles sense fills, 108 parelles amb fills i 4 famílies monoparentals amb fills.
La població ha evolucionat segons el següent gràfic:
Habitants censats

### Habitatges
El 2007 hi havia 336 habitatges, 293 eren l'habitatge principal de la família, 32 eren segones residències i 11 estaven desocupats. 319 eren cases i 13 eren apartaments. Dels 293 habitatges principals, 215 estaven ocupats pels seus propietaris, 71 estaven llogats i ocupats pels llogaters i 7 estaven cedits a títol gratuït; 2 tenien una cambra, 20 en tenien dues, 49 en tenien tres, 65 en tenien quatre i 157 en tenien cinc o més. 232 habitatges disposaven pel capbaix d'una plaça de pàrquing. A 117 habitatges hi havia un automòbil i a 151 n'hi havia dos o més.

### Piràmide de població
La piràmide de població per edats i sexe el 2009 era:
| Homes | Edats   | Dones |
| ----- | ------- | ----- |
| 0     | 95 o +  | 4     |
| 0     | 90 a 94 | 4     |
| 0     | 85 a 89 | 8     |
| 4     | 80 a 84 | 4     |
| 12    | 75 a 79 | 16    |
| 20    | 70 a 74 | 32    |
| 20    | 65 a 69 | 12    |
| 20    | 60 a 64 | 20    |
| 8     | 55 a 59 | 8     |
| 8     | 50 a 54 | 24    |
| 32    | 45 a 49 | 12    |
| 32    | 40 a 44 | 32    |
| 20    | 35 a 39 | 12    |
| 32    | 30 a 34 | 24    |
| 24    | 25 a 29 | 36    |
| 16    | 20 a 24 | 12    |
| 28    | 15 a 19 | 20    |
| 8     | 10 a 14 | 28    |
| 16    | 5 a 9   | 28    |
| 16    | 0 a 4   | 24    |

## Economia
El 2007 la població en edat de treballar era de 467 persones, 359 eren actives i 108 eren inactives. De les 359 persones actives 338 estaven ocupades (186 homes i 152 dones) i 21 estaven aturades (6 homes i 15 dones). De les 108 persones inactives 47 estaven jubilades, 39 estaven estudiant i 22 estaven classificades com a «altres inactius».

### Ingressos
El 2009 a Tirepied hi havia 289 unitats fiscals que integraven 762 persones, la mediana anual d'ingressos fiscals per persona era de 16.169,5 €.

### Activitats econòmiques
Dels 11 establiments que hi havia el 2007, 1 era d'una empresa de fabricació d'altres productes industrials, 3 d'empreses de construcció, 2 d'empreses de comerç i reparació d'automòbils, 1 d'una empresa de transport, 1 d'una empresa d'hostatgeria i restauració, 1 d'una empresa immobiliària i 2 d'empreses de serveis.
Dels 4 establiments de servei als particulars que hi havia el 2009, 1 era un paleta, 1 guixaire pintor, 1 electricista i 1 restaurant.
L'únic establiment comercial que hi havia el 2009 era una botiga de menys de 120 m².
L'any 2000 a Tirepied hi havia 86 explotacions agrícoles que ocupaven un total de 1.512 hectàrees.

## Equipaments sanitaris i escolars
El 2009 hi havia una escola elemental integrada dins d'un grup escolar amb les comunes properes formant una escola dispersa.

## Poblacions més properes
El següent diagrama mostra les poblacions més properes.